# كرتشا
كرتشا قرية تقع إدارياً ضمن بلدية دريانوفو ‏ في بلغاريا. تعتمد كرتشا للبريد على الرمز البريدي 5370.